# Giffnock
Giffnock (in gaelico scozzese Giofnag) è una località scozzese, sede degli uffici amministrativi del Renfrewshire Orientale, nel Regno Unito, situata all'interno dell'area metropolitana denominata Greater Glasgow. Secondo le stime del 2004, Giffnock conta circa 16.190 abitanti.